# William Anderson
Bror Oscar William Anderson, född 31 juli 1879 i Karlskrona, död 25 februari 1939 under vistelse i kurorten Bad Kudowa (nuvarande Kudowa-Zdrój) i Schlesien i dåvarande Tyskland (nuvarande Polen), var en svensk konst- och kulturhistoriker.

## Biografi
William Anderson var son till stinsen Oscar Anderson och Amelie Svanberg och växte upp i Blekinge. Han var 1897–1899 anställd som bokhållare på Överums bruk i Tjust och kontorsbiträde hos AB Östra Skånes järnvägar och därefter hos AB Borgholm-Böda Järnväg på Öland. Åren 1906–1909 var han stationsföreståndare på Öjkrokens järnvägsstation i Köpings socken och 1911 stationsmästare på järnvägsstationen i Gärdslösa. Därefter arbetade han som journalist 1911–1919.
År 1908 träffade han konsthistorikern Johnny Roosval, när denne besökte Öland för sina vetenskapliga undersökningar av landskapets kyrkor inför utgivningen av det stora verket Sverige. Geografisk, topografisk och statistisk beskrivning (1917). Tillsammans besökte de Ölands alla kyrkor. Roosval knöt honom till bokverket Sveriges kyrkor: konsthistoriskt inventarium från dess start 1912.  Anderson beslöt att byta livsbana och flyttade 1909 till Lund för att utbilda sig till konsthistoriker. Han erhöll dispens från studentexamen och blev filosofie kandidat 1923 och filosofie licentiat 1925 med en avhandling om Skånes romanska landskyrkor, tryckt 1926 som tilläggshäfte till Nils Månsson Mandelgrens Atlas till Sveriges odlingshistoria. Åren 1924–1927 var Anderson amanuens vid Lunds universitets konstmuseum.
I bokverket Sveriges kyrkor publicerade han vetenskapliga beskrivningar över kyrkorna i Östra härad, Medelstads härad, Bräkne härad och Listers härad i Blekinge samt kyrkorna i Karlskrona. Han räknas som den främste kännaren av de blekingska kyrkornas byggnadshistoria. Hans forskning har också rört städerna Sölvesborgs och Stralsunds konst- och kulturhistoria. Ett stort antal av hans forskningsresultat publicerades i internationella tidskrifter, vilket gjorde honom känd utanför Sveriges gränser.
Vid hans död förelåg excerpter och manuskriptutkast till beskrivningar av kyrkorna i några härader i Skåne samt det 1929–1935 utarbetade materialet om kyrkorna på Öland. Därefter överläts forskningsmaterialet rörande Öland till Vitterhetsakademien, där det senare kom att utgöra basen för konsthistorikern Ragnhild Boströms omfattande forskningar rörande de öländska kyrkornas historia, vars resultat kontinuerligt publicerades i serien Sveriges kyrkor.